# Chlotrudis Awards/Bester Nebendarsteller
Seit 1995 wird bei den Chlotrudis Awards der Beste Nebendarsteller geehrt.
| Statistik                                        |                                             |
| Am häufigsten honorierter Schauspieler           | Kevin Spacey (zwei Auszeichnungen)          |
| Am häufigsten nominierter Schauspieler           | Philip Seymour Hoffman (drei Nominierungen) |
| Am häufigsten nominierter Schauspieler ohne Sieg | Michael Fassbender (drei Nominierungen)     |

## Ausgezeichnete Schauspieler
| Jahr | Schauspieler                                | Film                                                                 | Weitere Nominierte |
| ---- | ------------------------------------------- | -------------------------------------------------------------------- | --- |
| 1995 | Gary Sinise                                 | Forrest Gump                                                         | Samuel L. Jackson für Pulp Fiction Terence Stamp für Priscilla – Königin der Wüste John Turturro für Quiz Show Bruce Willis für Pulp Fiction und Nobody’s Fool – Auf Dauer unwiderstehlich |
| 1996 | Kevin Spacey                                | Die üblichen Verdächtigen                                            | James Cromwell für Ein Schweinchen namens Babe Don McKellar für Exotica und Wenn die Nacht beginnt Joaquin Phoenix für To Die For Alan Rickman für Sinn und Sinnlichkeit Patrick Stewart für Jeffrey                                                                                           |
| 1997 | Leonardo DiCaprio                           | Marvins Töchter                                                      | Naveen Andrews für Der englische Patient Lucas Black für Sling Blade – Auf Messers Schneide Kevin Corrigan für Walking and Talking Martin Donovan für Portrait of a Lady Jeremy Northam für Emma (1996) John Ritter für Sling Blade – Auf Messers Schneide John Turturro für Grace of My Heart |
| 1998 | Kevin Spacey                                | L.A. Confidential                                                    | Mark Addy für Ganz oder gar nicht Sam Bould für Hollow Reed – Lautlose Schreie Rupert Everett für Die Hochzeit meines besten Freundes Liev Schreiber für Seitensprung in Manhattan Antony Sher für Ihre Majestät Mrs. Brown und Alive & Kicking                                                |
| 1999 | Billy Bob Thornton                          | Ein einfacher Plan                                                   | Brendan Fraser für Gods and Monsters Philip Seymour Hoffman für Happiness und Next Stop Wonderland David Kelly für Lang lebe Ned Devine! Geoffrey Rush für Elizabeth und Shakespeare in Love Troy Veinotte für The Hanging Garden                                                              |
| 2000 | Philip Seymour Hoffman                      | Magnolia und Der talentierte Mr. Ripley                              | Wes Bentley für American Beauty Tom Hollander für Kreuz und Queer John Malkovich für Being John Malkovich Jonny Lee Miller für Mansfield Park Bill Murray für Rushmore und Das schwankende Schiff Haley Joel Osment für The Sixth Sense Liev Schreiber für A Walk on the Moon                  |
| 2001 | Benicio del Toro                            | Traffic – Macht des Kartells                                         | Chang Chen für Tiger and Dragon Albert Finney für Erin Brockovich Harry J. Lennix für Titus Joaquin Phoenix für Quills – Macht der Besessenheit Peter Stormare für Dancer in the Dark Marlon Wayans für Requiem for a Dream                                                                    |
| 2002 | Steve Buscemi Publikumspreis: Jim Broadbent | Ghost World Moulin Rouge                                             | Brian Cox für L.I.E. – Long Island Expressway Willem Dafoe für Shadow of the Vampire Jaroslav Dušek für Wir müssen zusammenhalten Billy Kay für L.I.E. – Long Island Expressway Ben Kingsley für Sexy Beast Timothy Spall für Intimacy                                                         |
| 2003 | Alan Arkin Publikumspreis: Chris Cooper     | Thirteen Conversations About One Thing Adaption – Der Orchideen-Dieb | Glenn Fitzgerald für Tully James Franco für City by the Sea Sean Harris für 24 Hour Party People Dennis Haysbert für Dem Himmel so fern John C. Reilly für The Good Girl |
| 2004 | Bobby Cannavale und Jack Kehler             | Station Agent Love Liza                                              | Artyom Bogucharsky für Lilja 4-ever Ossie Davis für Bubba Ho-Tep Seth Green für Party Monster Mark Ruffalo für Mein Leben ohne mich Peter Sarsgaard für Shattered Glass |
| 2005 | Peter Sarsgaard                             | Kinsey – Die Wahrheit über Sex                                       | Alfred Molina für Coffee and Cigarettes Mark Wahlberg für I Heart Huckabees Anthony Wong Chau-Sang für Infernal Affairs Phil Davis für Vera Drake |
| 2006 | Jeff Daniels                                | Der Tintenfisch und der Wal                                          | Paddy Considine für My Summer of Love Jesse Eisenberg für Der Tintenfisch und der Wal Brandon Ratcliff für Ich und Du und Alle, die wir kennen Jeffrey Wright für Broken Flowers |
| 2007 | Jackie Earle Haley                          | Little Children                                                      | Enrique Arreola für Duck Season Robert Downey Jr. für A Scanner Darkly – Der dunkle Schirm Richard Griffiths für Die History Boys – Fürs Leben lernen Danny Huston für The Proposition – Tödliches Angebot Nick Nolte für Clean                                                                |
| 2008 | Paul Dano                                   | There Will Be Blood                                                  | Mircea Andreescu für 12:08 East of Bucharest Javier Bardem für No Country for Old Men Kene Holliday für Great World of Sound J. K. Simmons für Juno Steve Zahn für Rescue Dawn |
| 2009 | Eddie Marsan                                | Happy-Go-Lucky                                                       | Michael Shannon für Zeiten des Aufruhrs Tom Noonan für Synecdoche, New York Julian Richings für The Tracy Fragments Ricardo Darín für XXY |
| 2010 | Peter Capaldi                               | Kabinett außer Kontrolle                                             | Anthony Mackie für Tödliches Kommando – The Hurt Locker Christian McKay für Ich & Orson Welles Mads Mikkelsen für Tage des Zorns Alfred Molina für An Education |
| 2011 | Geoffrey Rush                               | The King’s Speech                                                    | Michael Fassbender für Fish Tank John Hawkes für Winter’s Bone John Ortiz für Jack in Love Miles Teller für Rabbit Hole |
| 2012 | Christopher Plummer                         | Beginners                                                            | Jean-Pierre Darroussin für Le Havre John Hawkes für Martha Marcy May Marlene Shahab Hosseini für Nader und Simin – Eine Trennung John C. Reilly für Terri |
| 2013 | Ezra Miller                                 | Vielleicht lieber morgen                                             | Dwight Henry für Beasts of the Southern Wild Philip Seymour Hoffman für The Master Isaac Leyva für Any Day Now Matthew McConaughey für Bernie |
| 2014 | Jared Leto                                  | Dallas Buyers Club                                                   | Ernst Umhauer für Dans la maison Matthew McConaughey für Mud Tahar Rahim für Le passé Sam Rockwell für The Way, Way Back Richmond Arquette für This Is Martin Bonner |
| 2015 | J. K. Simmons                               | Whiplash                                                             | Michael Fassbender für Frank Ethan Hawke für Boyhood Tom Hiddleston für Unrelated Edward Norton für Birdman oder (Die unverhoffte Macht der Ahnungslosigkeit) |
| 2016 | Michael Shannon                             | 99 Homes – Stadt ohne Gewissen                                       | Emory Cohen für Brooklyn – Eine Liebe zwischen zwei Welten Idris Elba für Beasts of No Nation Michael Fassbender für Slow West Mark Ruffalo für Spotlight |
| 2017 | Mahershala Ali                              | Moonlight                                                            | Michael Barbieri für Little Men Ralph Fiennes für A Bigger Splash Lucas Hedges für Manchester by the Sea Luis Silva für Caracas, eine Liebe |
| 2018 | Barry Keoghan                               | The Killing of a Sacred Deer                                         | Michael Stuhlbarg für Call Me by Your Name Bill Paxton für Mean Dreams Richard Jenkins für Shape of Water – Das Flüstern des Wassers Willem Dafoe für The Florida Project |
| 2019 | Richard E. Grant                            | Can You Ever Forgive Me?                                             | Raúl Castillo für We the Animals Alessandro Nivola für Ungehorsam Steven Yeun für Burning |
| 2020 | Jonathan Majors                             | The Last Black Man in San Francisco                                  | Brian Dennehy für Driveways Ralph Fiennes für Official Secrets Alessandro Nivola für The Art of Self-Defense |
| 2021 | Orlin Asenov                                | Cat in the Wall                                                      | Christopher Abbott für Black Bear Oswin Benjamin für Mein 40-jähriges Ich Ben Mendelsohn für Milla Meets Moses (Babyteeth) Paul Raci für Sound of Metal David Thewlis für I’m Thinking of Ending Things                                                                                        |